# Regione di Ennedi
La regione di Ennedi è stata una regione del Ciad. Il capoluogo è Fada. È stata istituita il 19 febbraio 2008 con lo smembramento dell'ex regione di Borkou-Ennedi-Tibesti e soppressa nel 2012 suddividendo il territorio nelle regioni di Ennedi Est e Ennedi Ovest.

## Geografia antropica

### Suddivisioni amministrative
La regione è divisa in 2 dipartimenti:
| Dipartimento | Capoluogo | Sottoprefetture                              |
| ------------ | --------- | -------------------------------------------- |
| Ennedi       | Fada      | Fada, Gouro, Kalait, Nohi, Ouniana           |
| Wadi Hawar   | Amdjarass | Amdjarass, Bahaï, Bao, Kaoura, Mourdi Djouna |